# Tajda Lekše
Tajda Lekše, slovenska voditeljica in moderatorka, fotografinja; * 1965.
Tajda Lekše je iz Šoštanja. Govori angleško, francosko, švedsko, špansko, portugalsko, uči pa se tudi irske gelščine. V preteklosti je na RTV Slovenija vodila različne oddaje. Med drugim je vodila EMO v letih 1993 in 1996. Vodila je serijo oddaj o etimologiji besed in slovenskih muzejih, oddaje o Rimu in Vatikanu, oddaje z umetnostnozgodovinskimi temami, avtorske oddaje o Irski. V zadnjih letih se v medijih redkeje pojavlja, še vedno pa nastopa kot voditeljica dogodkov in prireditev; leta 2008 je z Juretom Ivanušičem vodila Slovensko popevko.